# 大佳央
大 佳央（だい かおう、本名：小西 幸男（こにし ゆきお）、1943年8月12日 - ）は、日本の俳優。兵庫県尼崎市出身。

## テレビ番組
- おかあさんといっしょ（1969年10月7日 - 1971年4月3日） - 4代目たいそうのおにいさん

## テレビドラマ
- 武田信玄（1988年） - 雲嶺役
- 異議あり!女弁護士大岡法江（2004年、テレビ朝日） - 宗輪代議士役